# Parachlorota chibchana
Parachlorota chibchana är en skalbaggsart som beskrevs av Ohaus 1912. Parachlorota chibchana ingår i släktet Parachlorota och familjen Rutelidae. Inga underarter finns listade i Catalogue of Life.